# Trevose, Pennsylvania
Trevose, Pennsylvania (енгл. Trevose) насељено је место без административног статуса у америчкој савезној држави Пенсилванија.

## Демографија
По попису из 2010. године број становника је 3.550.
| Група             | 2000.    | 2010.         |
| Белци             | 0 (0,0%) | 3.259 (91,8%) |
| Афроамериканци    | 0 (0,0%) | 69 (1,9%)     |
| Азијати           | 0 (0,0%) | 84 (2,4%)     |
| Хиспаноамериканци | 0 (0,0%) | 100 (2,8%)    |
| Укупно            | 0        | 3.550         |